# Coluber thomasi
Coluber thomasi är en ormart som beskrevs av Parker 1931. Coluber thomasi ingår i släktet Coluber och familjen snokar. Inga underarter finns listade i Catalogue of Life.
Enligt Reptile Database ingår arten i släktet Platyceps.
Arten förekommer i sydvästra Oman och kanske i angränsande områden av Jemen. Den vistas i regioner som ligger 5 till 270 meter över havet. Coluber thomasi lever i områden med lite tätare växtlighet. Den observerades även nära människans samhällen. Honor lägger ägg.
Landskapets anpassning till människans behov kan vara ett hot not beståndet. Coluber thomasi var fram till 2012 endast känd från cirka 10 exemplar. IUCN kategoriserar arten globalt som otillräckligt studerad.